# 东林园遗址
东林园遗址是一处位于中国广东省佛山市禅城区忠义路的明代遗址，1998年4月30日公布为佛山市文物保护单位，2006年10月25日被剔除出佛山市文物保护单位名单。